# Sirone
Sirone is een gemeente in de Italiaanse provincie Lecco (regio Lombardije) en telt 2270 inwoners (31-12-2004). De oppervlakte bedraagt 3,2 km², de bevolkingsdichtheid is 733 inwoners per km².
De volgende frazioni maken deel uit van de gemeente: San Benedetto.

## Demografie
Sirone telt ongeveer 856 huishoudens. Het aantal inwoners steeg in de periode 1991-2001 met 1,4% volgens cijfers uit de tienjaarlijkse volkstellingen van ISTAT.
| Jaar | Inwoneraantal |
| ---- | ------------- |
| 1991 | 2170          |
| 2001 | 2200          |

## Geografie
De gemeente ligt op ongeveer 280 m boven zeeniveau.
Sirone grenst aan de volgende gemeenten: Barzago, Dolzago, Garbagnate Monastero, Molteno, Oggiono.